# Hapoel Kfar Saba FC
El Hapoel Kfar Saba F.C. (en hebreu: מועדון כדורגל הפועל כפר סבא, Moadon Kaduregel Hapoel Kfar Saba) és un club de futbol Israelià de la ciutat de Kfar Saba.

## Palmarès
- Lliga israeliana de futbol 1981\2
- Copa israeliana de futbol 1975, 1980, 1990

## Jugadors destacats
- Bill González (2008)
- Itzhak Shum (1959-83)